# Louopou Lamah
Pour les articles homonymes, voir Lamah (homonymie).
Louopou Lamah née le 20 avril 1979 à Nzérékoré en Guinée forestière, est une femme politique guinéenne.
De 2022 à 2024, elle est la ministre du Commerce, de l'Industrie et des Petites et moyennes entreprises dans le gouvernement de Bernard Goumou.

## Biographie
Louopou Lamah est née le 20 avril 1979 à Nzérékoré, la capitale de la région forestière.
Elle obtient son baccalauréat de l’enseignement secondaire, option sciences expérimentales, au lycée général Lansana Conté, de la ville de Nzérékoré. Puis elle rejoint la ville de Kankan pour ses études universitaires à l'université Julius Nyerere d'où elle obtient son diplôme d'économie en 2001.
Une fois engagée dans la fonction publique, Louopou Lamah obtient d'autres diplômes :
En 2012, elle obtient le certificat de participation à Genève, au cours avancé de l’accord de l’OMC sur l’application des mesures sanitaires et phytosanitaires.
En 2013, elle obtient un certificat de spécialité en management des administrations de l’Institut d'études politiques de Bordeaux dans le cadre du programme franco-guinéen rajeunir et féminiser l’administration guinéenne.
En 2014, elle obtient le diplôme de participation au cours régional de politique commerciale de l’organisation mondiale du commerce (OMC) organisé par l'institut de formation et de coopération technique, en partenariat avec l’école supérieure de commerce de Tunis à l'Université de la Manouba en Tunisie.
En 2015, elle obtient un certificat de participation au cours en ligne intitulé : les accords commerciaux régionaux et l’OMC.

## Parcours professionnel
Pendant deux années, Louopou Lamah est monitrice au sein de l’ONG action contre la faim (ACF) en région forestière. Puis elle réalise un stage de perfectionnement dans la même ONG à Conakry. 
Elle est engagée dans la fonction publique le 20 septembre 2005.
En 2015, elle prend la direction de la division relations commerciales multilatérales, à la direction nationale du commerce extérieur et de la compétitivité, au ministère du commerce de la république de Guinée.
De 2016 à 2018, elle est directrice nationale adjointe du commerce extérieur et de la compétitivité et négociatrice en chef de la zone de libre-échange continentale africaine (ZLECAf), pour la république de Guinée.
En décembre 2018, elle est nommée directrice nationale du commerce extérieur et de la compétitivité au ministère du commerce. 
Ministre de l'Environnement et du développement durable au sein du gouvernement dirigé par Mohamed Béavogui dès le 21 octobre 2021, elle est la première femme ministre nommée par Mamadi Doumbouya, puis reconduit dans le gouvernement de Bernard Goumou jusqu'au 20 août 2022.
À partir du 18 novembre 2022, elle change de fonction ministérielle pour remplacer Rose Pola Pricemou au poste de ministre du commerce de l'industrie et des petites et moyennes entreprises,.

## Vie privée
Louopou Lamah est mariée et mère de quatre enfants.